# Orde van de Republiek Libië

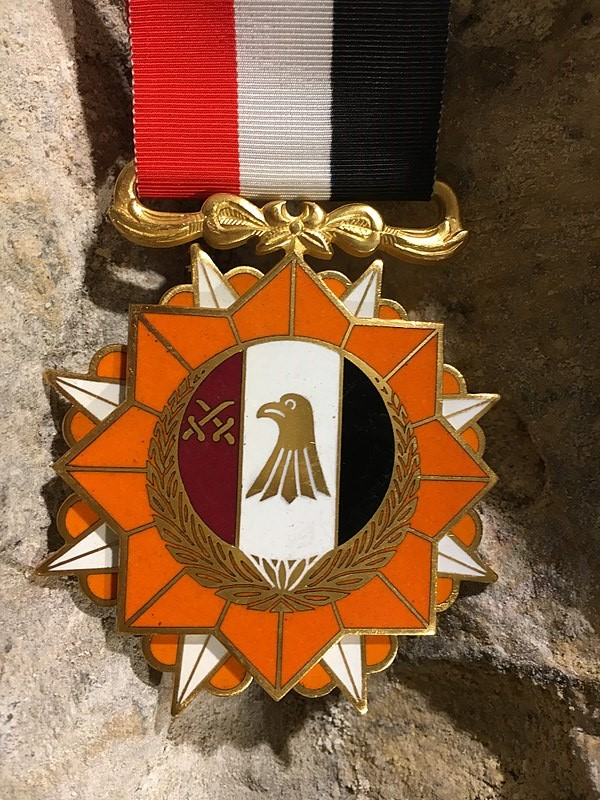
Orde van de Republiek Libië

De Orde van de Republiek Libië werd in 1969, na de staatsgreep die een einde maakte aan het bewind van de koning, ingesteld. De orde heeft een enkele graad en wordt alleen verleend aan staatshoofden, zoals aan maarschalk Tito die de orde in maart 1973 ontving, zie de onderscheidingen van maarschalk Tito.
Het lint is rood, wit en zwart waarbij de witte driehoek een wig tussen het rode en het zwarte veld vormt. Het kleinood is een achtpuntige rode ster met daarbinnen het Libische wapen met de adelaarskop, op een rode ster met acht witte punten. Het kleinood is met een beugel aan het lint bevestigd en wordt op de linkerborst gedragen.